# Panicum humidorum
Panicum humidorum là một loài thực vật có hoa trong họ Hòa thảo. Loài này được Buch.-Ham. ex Hook.f. mô tả khoa học đầu tiên năm 1896.